# Li Zhuo
Li Zhuo   (Tieling, 4 de desembre de 1981) és una aixecadora xinesa, ja retirada, que va competir a començaments del segle XX.
El 2004 va prendre part en els Jocs Olímpics d'Estiu d'Atenes, on va guanyar la medalla de plata en la prova del pes mosca del programa d'halterofília.
En el seu palmarès també destaca una medalla d'or als Jocs Asiàtics de 2002 i dues medalles d'or a les Universíades.